# Història de Sabadell

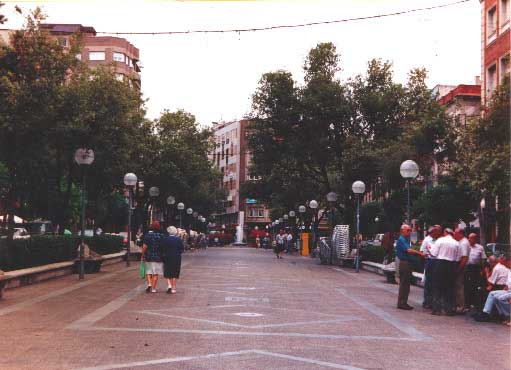
Antic Passeig de la Plaça Major

La història de Sabadell descriu l'esdeveniment històric de la ciutat de Sabadell. Sabadell, segons excavacions arqueològiques realitzades a la zona, existeix com a nucli de població des de fa diversos mil·lennis, tot i que les primeres cases a l'actual centre de la ciutat no es construïren aproximadament fins al segle x o xi a la part baixa de l'actual Passeig de la Plaça Major. A l'edat mitjana es convertí en una població de mercat i va anar guanyant importància. La història més recent de la ciutat ve definida sobretot per la proliferació de la indústria, que va convertir Sabadell en un dels motors econòmics de Catalunya.

## El nom Sabadell
Són diverses les teories sobre l'origen del topònim de Sabadell:
- S'ha dit que el nom es deu a la instal·lació d'un hostal per part d'un hostaler originari de Collsabadell (Vallès Oriental). Aquest hostal va donar origen, posteriorment, al nucli habitat.
- Durant molts anys s'ha pensat que el nom de la ciutat podria venir de la ceba, ja que apareix dibuixada en l'escut de la ciutat, però aquesta teoria ha estat descartada. De fet es creu que la ceba apareix al segle xv a partir del nom de la ciutat, i no el nom a partir de la ceba.
- Existeix també la teoria que el nom es deu al dia de la setmana en què tenia lloc el mercat: el dissabte, en llatí sabbatum (sabbatellum n'és un diminutiu).
- Alguns estudiosos han proposat la teoria que:
  - El nom prové de l'església de Sant Salvador (passant de Salvadorell a Salvadell i a Sabadell).
  - Que ve del llatí vadum o badallum, en referència al gual per travessar el riu Ripoll.
  - Que sorgeix de l'expressió ipso uadell (també llatina), extreta d'un document on es parla de la zona de Sant Julià d'Altura.

## Escut i bandera

Bandera de la ciutat

L'actual escut de Sabadell, és un escut heràldic que fou aprovat pel Ple de l'Ajuntament de Sabadell el 29 de juny de 1992. És un escut caironat truncat amb una corona mural de ciutat. La ceba al·ludeix al nom de la ciutat i a l'origen humil de la seva població i les quatre barres catalanes recorden que la ciutat pertanyé a la Corona.
La bandera de Sabadell és la formada per dues franges horitzontals: blanca la de dalt i verda la de sota, la qual està travessada per una tercera franja de color groc. Fou dissenyada el 1928 per encàrrec a la Casa Jorba SA de Barcelona a partir d'una proposta del mateix Ajuntament. El cost de la confecció fou de 2.750 pessetes de l'època.

## Els primers pobladors
Els primers habitants de la comarca del Vallès són agricultors i ramaders que es van establir a la zona fa 7.000 anys. De fet a la zona de Can Roqueta i a Can Gambús s'hi han descobert restes que fan de Sabadell un dels assentament més importants de pagesos i pastors de fa entre 3.800 i 2.700 anys, de tot Europa.

## Els ibers
Els ibers van poblar diversos llocs dels terrenys que avui són Sabadell, entre ells, la serra que ara es coneix per La Salut. I és amb els ibers que va néixer el nom d'Arrahona.
El conjunt d'edificacions aixecades pels romans a La Salut podia ser el que ells en deien "villa", o sigui una gran explotació pagesa.
Als romans els era imprescindibles uns camins en bones condicions perquè hi poguessin passar les legions. Un d'aquest camins es deia "Via Aurèlia", ruta general que anava de Roma a Cadis. La "Via Aurèlia" travessava la serra d'Arrahona descendint fins al riu i tornant a pujar cap al que ara és Sabadell.

## L'època romana
Amb l'arribada dels romans al 218 aC, es produeix la romanització on la cultura ibèrica indígena s'anirà assimilant als nouvinguts. Al Vallès, i a la zona de Sabadell, ja a partir del segle ii aC, comencen a aparèixer els primers assentaments romans, alguns sobre antics establiments ibèrics ja existents, com el de la Salut.
El segle i, amb August com a emperador, va ser un moment de prosperitat econòmica i moment també en què es van fundar uns conjunts industrials i residencials anomenats villae, la majoria dedicades a la producció de vi. D'entre les villae del Vallès destaca la de la Salut.
Tradicionalment, s'ha associat aquesta vil·la amb el nom de la mansió Arragonem (Arraona), tot i que cap prova arqueològica ho demostra. Arragonem era un lloc de parada per a l'avituallament de les cavalleries i dels viatgers que transitaven per la Via Augusta.Fa uns anys es va constatar arqueològicament un tram de la Via Augusta just quan creuava el Riu Ripoll en direcció al centre de la vila, per després dirigir-se cap a Sant Cugat del Vallès (Castrum Octavianum). També s'establiran a altres indrets de Sabadell, com poden ser Can Feu, Can Gambús, Sant Pau de Riu-sec, Castellarnau, entre d'altres.
Durant la pax romana, el poblet ibèric d'Arragona, edificat dalt de la serra de la Salut, quedà sotmès als romans després d'unes certes lluites, com ho prova la capa de cendres que s'ha trobat en els seus habitacles, sobre els quals els romans alçaren llurs nous edificis. Aquests foren tan importants que Arragona és esmentada en els itineraris de la via Hercúlea, després Via Aurèlia, que era una calçada romana que enllaçava Roma amb Cadis. L'itinerari d'aquesta via, que constava en el breviari d'August i que era gravat en la columna de bronze anomenada milliarium aureum, erigida al fòrum romà, ha pervingut fins a l'actualitat per mitjà del testimoni de tres vasos votius d'argent, construïts a Cadis, i trobats a mitjan segle xx, en el fons de les termes romanes d'Acquae Apollinares, avui dia Vicarello, poble de la Toscana.
Segons l'itinerari marcat en aquests vasos, Arragona estava situada entre Adfines (Martorell, Gelida o Castellví de Rosanes) i Semproniana (Granollers o la Roca del Vallès). Encara que els investigadors no s'han posat d'acord per determinar clarament per on travessava l'actual terme de Sabadell l'itinerari esmentat, sembla prou raonable que fos per l'antic camí de Granollers a Rubí, que passa per Polinyà, deixa can Mimó a mà dreta, baixa al riu Ripoll per Torre Romeu, passa l'Horta Vella, pels carrers de la Creueta, de Sant Quirze i pel camí d'aquest poble, per sobre de can Feu, i deixa la vil·la Subarba (escrit així el 971), predecessora de la parròquia de Sant Vicenç de Jonqueres.
D'acord amb els testimonis que en forneixen els arqueòlegs es veu la terra sembrada de despulles romanes, principalment a les carenes. No s'hi veu, però, cap agrupament important que indiqui un possible poblat, sinó un poblament rural disseminat, format per diverses vil·les: entre les més importants l'esmentada de Subarba, la de can Vilar, la de Togores, la de ca n'Ustrell, la de castell Arnau, la de can Coniller i per sobre de totes, el complex rural de la Salut.
La vil·la de la Salut fou un important magatzem recol·lector de l'agre del latifundi, servida, sens dubte, per esclaus i lliberts del país mateix. No se'n pot veure quasi res al seu emplaçament (cal anar al Museu d'Història de Sabadell): les ruïnes, tret d'un absis encarat a ponent que sobressurt a flor de terra al mig del passeig del santuari, es troben soterrades. Hi aparegueren espaiosos cellers —un amb 68 dolia d'una cabuda per a 1.050 litres, dels més capaços d'Hispània—, obradors tèxtils i quatre forns de coure terrissa, un dels quals destinat per a la cèlebre ceràmica sigillata, que de tot Catalunya només es fabricava a dos indrets més: Abella i Solsona. La part residencial ens ha deixat vestigis de cornises, estucs, columnes i capitells, objectes de metall i fràgils utensilis de vidre. La troballa més important s'escaigué sota el presbiteri de l'antiga ermita de la Salut, on aparegué un mosaic que representa Neptú. Unes altres troballes a esmentar són dues làpides amb el nom de Licinius, descobertes a Sant Nicolau. De Licini en coneixem dos: el general Luci Licini Sura, fill de la tarraconense, advocat i cònsol en temps de Nerva i Trajà, l'home que va fer construir l'arc de Berà, prop de l'imperial Tarraco, i un llibert del mateix general, Luci Licini Segon, oriünd de Barcelona.

### La regressió visigòtica
A la invasió visigòtica de Catalunya, la ruïna del país era absoluta, i la classe urbana que havia vertebrat la Hispània romana s'extingeix; els seus elements caigueren sota dependència dels visigots. Arragona degué quedar com a districte rural o pagus, però no en tenim cap data concreta. En canvi, se'n sap que l'any 476 va organitzar-se el territori de Sant Julià d'Altura en una rodalia parroquial, que depenia de la seu episcopal d'Egara, que s'havia aixecat pocs anys enrere, el 450, i de la qual queden dempeus els testimonis de les tres esglésies visigòtiques.
A les velles terres d'Arragona és possible que, per aquest temps, es formés la parròquia, sota l'advocació de Sant Fèlix Africà, actual patró de la vila de Sabadell.
Ho suggereix les dimensions i la forma de creu que tenia l'església de Sant Feliu d'Arrahona (les dades més endarrerides són del 1039), de la qual avui només se'n conserva el braç esquerre d'aquesta creu que és la capella de Sant Nicolau.

## L'edat mitjana

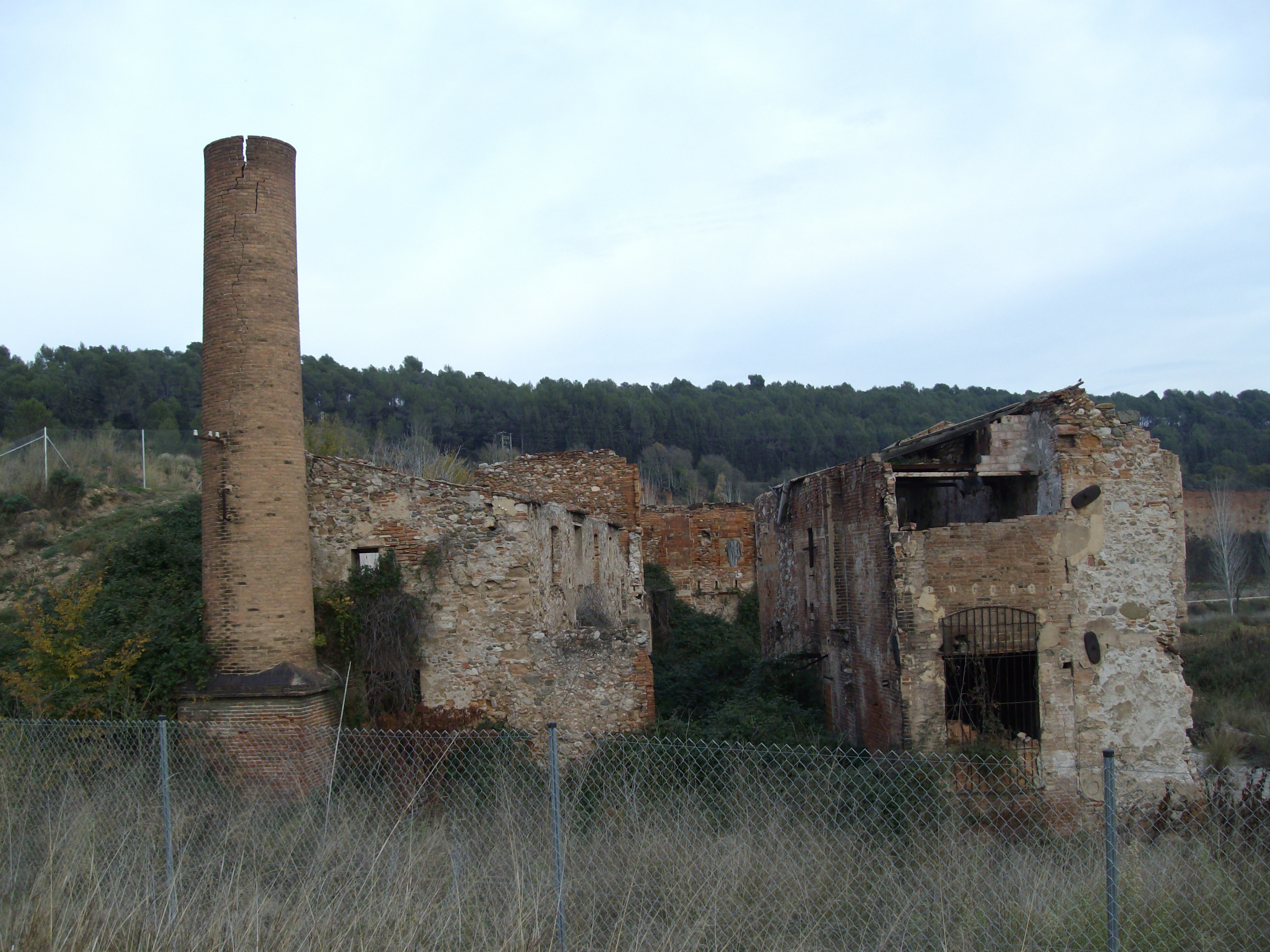
Restes del molí d'en Font, el molí documentat més antic del Ripoll (973)

El 987 el rei de França, considerat com a senyor del país, confirmà a Ot, abat del monestir de Sant Cugat, els dominis que el cenobi posseïa, i entre aquests l'alou d'Arrahona, que havia donat Nunterd, un nou senyor d'aquestes terres i de les de Jonqueres.
Correspon a les possessions de Nunterd una gran part de l'Horta Major, a baixar del riu, el Taulí, el mas Deganet (on hi ha l'actual església de la Puríssima) i els Trullars (prop de l'actual carretera de Barcelona).
També el monestir de Sant Cugat posseí el terme d'Altura, almenys a partir de 1120, i tant a aquesta rodalia com a Arrahona algunes terres passaren al cenobi de Sant Llorenç del Munt, que depenia d'aquell i que era del mateix orde benedictí. Sembla que foren els monjos de Sant Llorenç els qui van aixecar els primers molins i els qui feren la séquia Monar del Ripoll. Altres terres que posseïa el monestir de la Mola eren les de Togores, Jonqueres, ca n'ustrell, can Font i ca n'Arnella.
Durant l'edat mitjana el nucli de població es va produir al marge dret del riu Ripoll, amb unes primeres edificacions construïdes al costat de la capella de Sant Salvador (actual església de Sant Fèlix), documentada des de l'any 1076. A la llera del riu també s'hi construeixen els primers molins fariners.
Les primeres referències a un mercat proper a Sant Salvador daten del 1064. La primera ocasió en què apareix el nom de Sabadell és el 1050, quan s'esmenta una via que anava de Sabadell a Sant Cugat del Vallès.
Després de Nunterd apareix, almenys el 1049, com a senyor d'Arrahona, Bernat Amat, que ho era de Rubí, el qual l'any 1054 es ven Arrahona a Guillem Bernat d'Òdena i a la seva esposa Ermengarda, pel preu d'una unça d'or.
Guillem Bernat era un senyor molt important i durant el seu domini es va formar la població de Sabadell. Va morir el 1089 i el va succeir el seu fill Pere Guillem d'Òdena, el qual el 1112 vengué castell d'Arrahona al bisbe de Barcelona per 60 lliures. Posteriorment la propietat tornarà als Òdena,e n la persona del fill de Pere Guillem, i a la seva mort (any 1159), el llega a la seva filla Elisenda, amb la qual s'estronca la senyoria d'Òdena sobre Arrahona.
Segons la jurisdicció de l'època, hi ha els antics termes parroquials següents: per Arrahona la parròquia de Sant Feliu, per Riu-sec la de Sant Pau, per Jonqueres la de Sant Vicenç i per la rodalia d'Altura la de Sant Julià.
La parròquia de Sant Feliu estava emplaçada al marge esquerre del Ripoll. L'únic que en resta és la capella de Sant Nicolau,q ue és braç dret de la forma de creu que tenia. Les primeres dades documentals apareixen el 1039. Però les que ens facilita la consulta de la part conservada porten a considerar que degué ser edificada sobre ruïnes romanes, en part al segle ix (els murs), en part al segle xii (finestres en forma de creu). Al terme parroquial hi existia, ja abans del 1069, una ermita dedicada a Sant Iscle. Cal destacar també que el presbiteri fou emplaçat exactament sobre la musivària del déu Neptú de la vil·la romana. Aquesta ermita fou la progenitora de l'actual santuari de la Salut i encara es pot veure, a la part de tramuntana de l'hostal, un petit edifici de planta rectangular i de petits carreus.
La parròquia de Riu-sec es trobava sota l'advocació de Sant Pau de Narbona. Fou consagrada pel febrer de 1054. Aquesta església és l'única peça sencera que es conserva a Sabadell del període romànic: una sola nau rectangular, una finestra geminada i una cruciforme i un petit campanar acabat en piràmide.
Del temple de Jonqueres ja en tenim notícia l'any 923 i de la parròquia el 987, puix fou el fogar del monestir homònim que va instituir-se el 1214 pel bisbe de Barcelona i que va posar a cura d'una noble de Terrassa. La missió del cenobi fou la d'acollir les esposes dels cavallers que es dirigien a Terra Santa. El 1269 el bisbe de Barcelona va passar el monestir a Berenguer de Pera perquè hi fundés un altre orde militar, però el 1289 el monestir ja s'havia traslladat als extramurs de Barcelona.
De l'església de Sant Julià en tenim noves des del 467. Al món feudal és regida canònicament per un vicari del prior de Terrassa i és sufragània de la parròquia de Sant Pere de Terrassa.
A Arrahona, però, malgrat la parròquia de Sant Feliu, ben aviat va donar-se un cas significatiu. Guillem Bernat d'Òdena, senyor del castell d'Arrahona, fa consagrar el 30 d'abril de 1076 una capella situada a la cruïlla dels camins de Barcelona, de Girona i de Sant Cugat. Aquesta capella podem dir que es trobava emplaçada exactament dins de l'actual Santíssim de l'església de Sant Feliu i consta que fou construïda abans del 1050. Primer aquesta capella portà el nom de Sant Salvador d'Arrahona, després de Sant Salvador de Sabadell, assenyalant així la diferència que hi havia entre el terme de la propera vila de Sabadell i el terme pagès d'Arrahona.
Al principi Sant Feliu d'Arrahona era la parròquia, on es venerava el patró i hi residia el rector, però en poc temps Sant Salvador passaria a la capçalera del terme i la seva capella va hostatjar la parròquia d'Arrahona.
Al paratge d'aquesta nova capella de Sant Salvador (actual centre de Sabadell) s'hi esmenta el lloc Ruinus en un document de donació al monestir de Sant Llorenç del Munt, però no se sap si aquest Ruinus volia indicar unes ruïnes o un petit llogaret (oppidum parvum) destruït d'època romana. Altrament, va aparèixer el 1017 per primera vegada el topònim Sabadello, inscrit en alguna partida de terres poc coneguda, perquè encara el 1101 no es coneixia pel nom de Sabadell el conjunt de cases establert enfront de la capella de Sant Salvador (antelocum sancti Salvatore), i aquestes cases no prendran el nom de Sabadell (forum Sabatelli) fins al 1111.
Per motius confusos el castell d'Arrahona l'any 1163 ja no forma part del patrimoni dels Òdena, sinó que es troben sota jurisdicció de l'alou dels Tres Senyors, atès que el regisme el portaven tres cases nobiliàries: la dels Montcada, la de Sentmenat i Jorba i la de Togores.
A finals del segle xii els castellans d'Arrahona reberen el territori adjacent com a feu, i d'aquí el fet que el castell i les seves terres quedaren separades de la vila de Sabadell, així doncs, els vilatans obeiran els Montcada i els pagesos del feu el castellà d'Arrahona.

### El mercat
El seu mercat, on acudien pagesos de tot el Vallès, fou el motor i nom de la vila. La primera notícia documentada que se'n té és de l'any 1111. Se'l coneixia amb el nom de "Forum Sabatelli". A l'espai obert on es feia es va anar configurant el que seria la Plaça Major, on el mercat es faria durant més de vuit-cents anys, fins que l'any 1930 es construí l'actual Mercat Central.
Les primeres cases es feren entorn de dos centres d'atracció: l'església i el mercat. Apinyats al darrere de l'església van sorgir els primers carrerons estrets, curts i irregulars. A l'entorn de l'espai obert on es feia el mercat van anar alineant-se, encara que també irregularment, les cases que convertirien el mercat en plaça.

### Segles XIII i XIV
Al segle xiii, a baix del riu, ja hi existien molins que a més de moldre blat tenien servei de nocs per al batanat i acabat dels draps. I al segle següent ja es coneix un molí dedicat exclusivament a les tasques tèxtils: el de Pere d'Om. Aquesta dada indica que a la vila ja hi devia haver algun paraire.
La vila comença a obtenir privilegis de senyors i de reis, el 1335 Roger Bernat de Foix estimula la plantació de vinya, el 1344 liberalitza la consulta de l'escrivania de la vila i el 1353 i el 1356 el rei Pere III el Cerimoniós promulga dos privilegis, el de fira i el de retorn de fira.
El 1359, a Sabadell hi havia 162 focs (durant aquesta època es comptaven les llars per focs), nombre que comptat a cinc persones per casa, donava el de 810 habitants. En aquesta època baix medieval la vila està rodejada de muralles, fossats i portals. Sabadell era la tercera vila del Vallès, després de Terrassa (182 focs) i Sant Cugat (169 focs). A la parròquia de Sant Julià i a la de Jonqueres el 1359 hi havia 22 i 12 focs respectivament.
Encara que Roger Bernat de Foix havia donat alguns privilegis a la vila, encara castigava els vilatans amb càrregues fiscals insuportables, i això, afegit als estralls que causava la pesta, feia que Sabadell es despoblés ràpidament. El vescomte, en no treure ja cap rèdit econòmic de la vila, la posà a l'encant públic, i la comprà la reina Elionor de Sicília per 154.000 sous barcelonins.
Els sabadellencs van aprofitar aquesta oportunitat per desfer-se del jou sels senyors i esdevenir així una vila més lliure. La reina els va demanar una tercera part de l'import de compra, exactament 50.000 sous, i una pensió anual de 5.000 sous. El consell general de la vilà aplegà els 96 caps de casa i acordaren cercar els diners, la paga es va realitzar al representant del vescomte de Castellbò, el 9 de juliol de 1366, i el dia 14 d'aquell mateix mes Roger Bernat de Besora, com a procurador del vescomte, va deslliurar els sabadellencs del jurament de fidelitat que tenien envers Bernat de Foix, i després els homes de Sabadell van fer jurament a la reina, representada per Berenguer de Relat.
La confiança que els sabadellencs tenien posada en la reina aviat va veure's troncada, car ella donà la vila al seu marit, el rei Pere, el 30 d'agost de 1370, i aquest, per manca de recursos, el 1381 la ven al seu fill l'infant Martí, qui la vengué a la ciutat de Barcelona el 1391.
Entre els privilegis reials concedits a Sabadell cal esmentar el d'aigües, el de la cúria i el privilegi de poder capturar malfactors en termes veïns. El de les aigües fou concedit pel rei Pere el 28 de desembre de 1367, i donava a la vila les aigües que brollaven de la font de la Rossella, propera a ca n'Ustrell, de Sant Julià. El privilegi de la cúria s'instituí el 15 de setembre de 1376 i determina que els sabadellencs només estaven sotmesos a la jurisdicció de la pròpia cúria i només podien ser empresonats a la seva vila. El 30 de gener de 1390 va obtenir el privilegi de poder capturar malfactors en termes veïns, donat per l'infant Martí.
A les acaballes del segle xiv la vila voler assimilar Arrahona bo i suprimint la parròquia de Sant Feliu d'Arrahona i projectar-ne una de nova al centre de la vila de Sabadell. El 1373, el rector de Sant Salvador va prendre els ornaments, els efectes, els llibres parroquials i els va traslladar a la capella de Sant Salvador, la qual erigí en la nova parròquia de Sant Feliu de Sabadell. El monestir de Santa Maria de l'Estany denuncià el fet a la cort papal d'Avinyó, però el Papa acceptà el canvi de parròquia oficialment el 1379, i poc després va néixer la primera confraria de la ciutat, la de Sant Antoni Abat, el 1398. Naixia així a finals d'aquest segle la parròquia de Sant Feliu de Sabadell.

### Les muralles
L'any 1374 el rei va manar que les muralles de Sabadell fossin reforçades per por que la dinastia de Mallorca envies una expedició de guerra a Catalunya. Els sabadellencs s'hi van esmerçar tant que la reina va donar l'ordre que en cas de necessitat els pobles de Polinyà, Santa Perpètua i Santiga anessin a refugiar-se a Sabadell.
Tota muralla tenia uns portals per poder-hi entrar i sortir. Un dels portals més antics de Sabadell era el de la Porta Barrera, i havent-se edificat fins on comença la Rambla, es rectificà la fortificació i es va fer el Portal de Barcelona. Els altres portals eren: el de Granollers, al final del carrer de Baix Pedregar. El de la Palanca, en el carreret d'aquest nom. El de Manresa, al capdamunt del carrer del mateix nom. El de Terrassa, a la sortida del tros que existia del carrer de Sant Antoni. I finalment el d'en Mateu, per on s'anava al camí de l'Horta Novella i al de Sant Pau de Riu-sec.

### Segle XV
Al segle xv Sabadell pateix un descens demogràfic i passa de 800 habitants a prop de 500, que es concentraven a l'actual centre històric, una important cruïlla de camins. En aquest moment, la frontera amb el terme de Terrassa arribava fins al carrer de les Valls.
A més de les activitats agrícoles i comercials, a Sabadell s'hi desenvolupava també la indústria. A la vora del riu Ripoll s'hi comencen a construir els primers molins drapers.
Després de l'extinció de la dinastia catalana amb el rei Martí l'Humà, i havent-se imposat amb el Compromís de Casp la dinastia castellana dels Trastàmara, començaren les discòrdies a Catalunya contra el rei Joan el Sense Fe. En aquesta lluita Sabadell primer quedà fidel a la causa catalana, però el 19 de novembre de 1470 es sotmeté al rei i al seu hereu, que amb el temps seria Ferran el Catòlic. En recompensa a aquest vassallatge la ciutat de Sabadell a obtenir l'agregació de la quadra de Sant Pau de Riu-sec.

## Segles XVI - XVIII

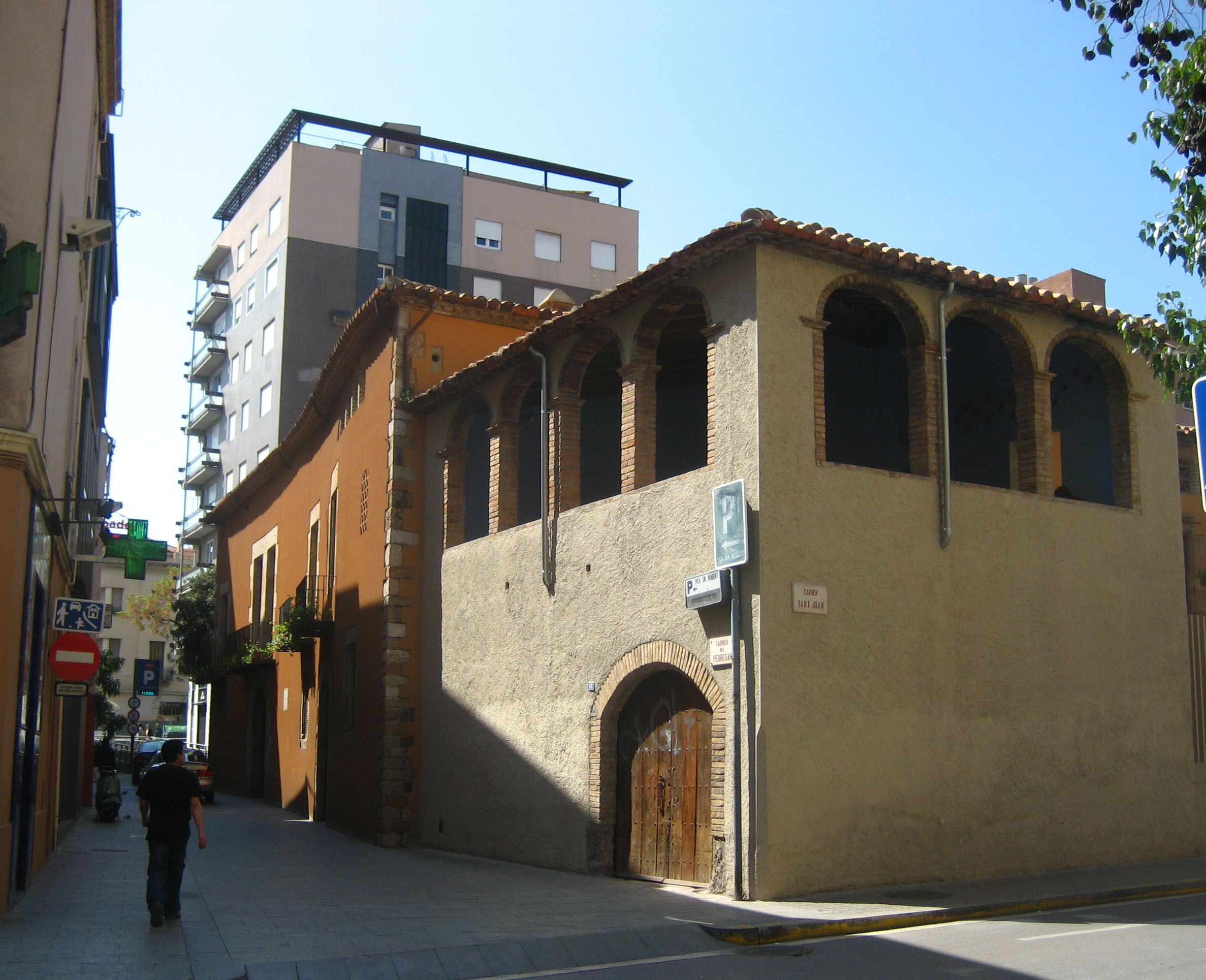
Casa Duran, segle XVI

Entre els segles xvi i xviii Sabadell comença a créixer més enllà de les muralles. D'una superfície de 37.900 metres quadrats al segle xvi, s'arriba als 78.272 m² al segle xviii.
La indústria tèxtil més important durant els segles XVI, XVII i XVIII va ser la llanera, seguida -a força distància- per la del tissatge de lli. El 1559 es va crear el Gremi de Paraires (més tard anomenat Gremi de Fabricants) per tal d'establir les regles de l'ofici i afavorir el creixement de l'activitat tèxtil. Al llarg del segle xviii Sabadell tenia altres activitats industrials importants, com la terrissera i la paperera.
Poblacions que actualment formen part del municipi, com Sant Julià, però que en aquesta època encara no ho són, és al segle xviii quan comencen a orbitar entorn la vila, com demostra la presència de força testaments de pobladors d'aquestes parròquies als arxius del notari de Sabadell.

## Seglexix

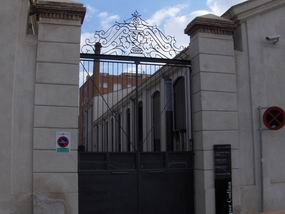
Porta principal del Vapor Codina

Durant el segle xix la vila passa a convertir-se en ciutat industrial i s'omple de Vapors; destaca la instal·lació de la primera màquina de vapor en una fàbrica tèxtil instal·lada per Magí Planes al carrer de Sant Quirze (1838) i la fundació de la Societat d'Amants de l'Agricultura i la Indústria de la Vila de Sabadell, que es preocupava de l'abastament d'aigua per a la indústria i la població, tema sempre greu a Sabadell.
Dels 2.000 habitants que hi havia a principi de segle es passa als 23.294 (cens de 1900). El terme municipal creix i s'amplia des del carrer de les Valls fins a l'actual ronda de Zamenhof i el carrer de Vilarrúbias.

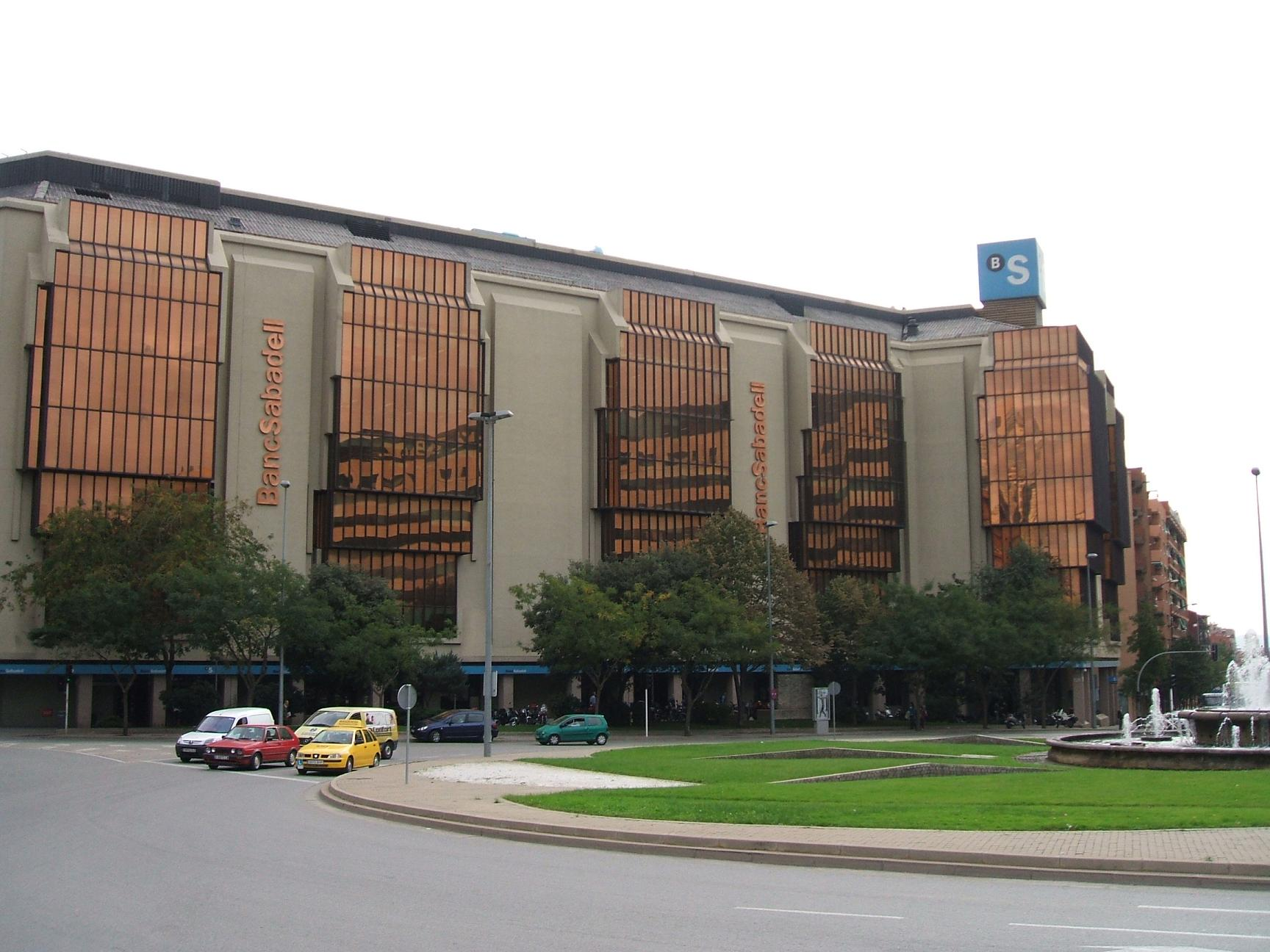
Seu del Banc Sabadell

Pel que fa a infraestructures, durant la segona meitat del segle va arribar a la ciutat la línia de tren que la connectava amb Barcelona, es va instal·lar l'enllumenat públic als carrers cèntrics (primer de gas i més tard elèctric) i es van fer les primeres clavegueres.
Dues institucions financeres neixen durant la segona meitat del segle: la Caixa d'Estalvis de Sabadell (1859) i el Banc Sabadell (1881).
En l'àmbit cultural, cal destacar la renovació del Teatre Principal (1866) i la fundació de l'Acadèmia de Belles Arts  (1880).
L'any 1877 Sabadell obté el títol de ciutat. En aquell moment té uns 18.000 habitants, un nombre que s'anirà incrementant amb la immigració provinent de la resta de Catalunya, d'Alacant, Múrcia i València. L'activitat econòmica es mou bàsicament a l'entorn de la indústria tèxtil. L'especialització en la producció de teixits de llana converteixen Sabadell en el primer centre tèxtil llaner d'Espanya, fet pel qual la població es va arribar a conèixer popularment amb el sobrenom de la Manchester catalana.

## 1900 - 1979

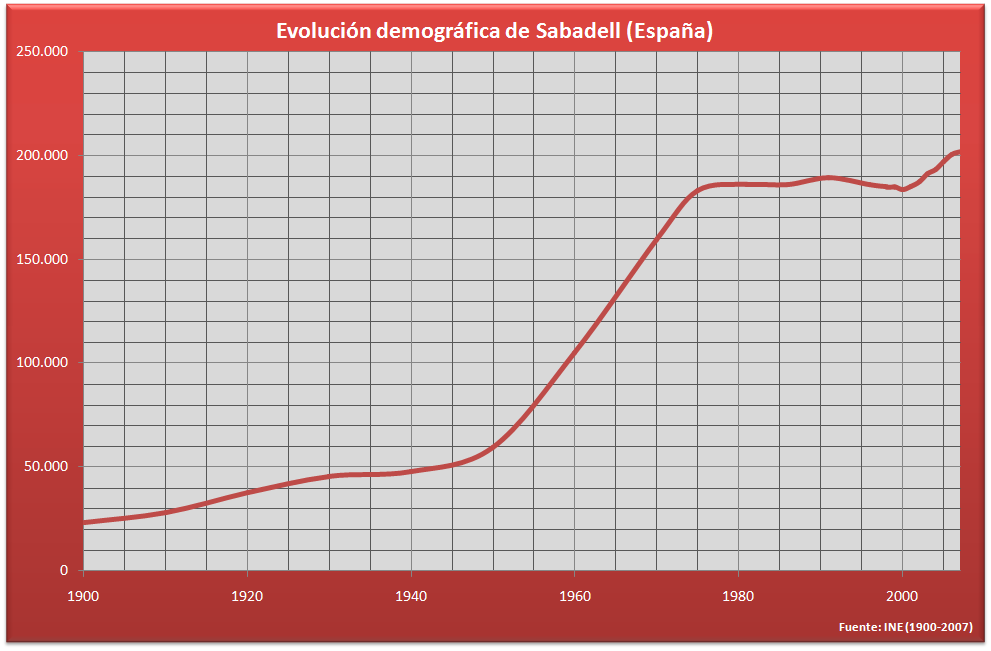
Evolució en nombre de ciutadans a Sabadell

El segle xx és un període de gran creixement en el qual la població es multiplica per vuit. L'any 1904 el barri de La Creu Alta és incorporat a la ciutat, després de la desaparició de Sant Pere de Terrassa. La ciutat experimenta un gran impuls industrial, sobretot en el tèxtil i la metal·lúrgia i modernitza la seva economia amb els serveis. La gran activitat industrial provoca una allau migratòria durant les dècades del 50, el 60 i començament dels 70, fet que provocà una expansió urbana sense ordre ni concert de la que neixen nous barris com el de Ca n'Oriac i el de Torre-romeu. El característic paisatge de la ciutat el perfilen les fàbriques, d'on sobresurten les típiques xemeneies, moltes de les quals es conserven encara avui. A les zones on s'instal·len els nouvinguts, els carrers no estan esfaltats i les cases són de baixa qualitat.
Edificis emblemàtics com els edificis modernistes de l'Hotel Suís (1902), del Despatx Lluch (1908) i de la Caixa d'Estalvis de Sabadell (1915), i també la Torre de l'Aigua (1918) i el Mercat Central (1930), es construeixen durant la primera meitat del segle.
La fi del franquisme és un període de gran turbulència a Sabadell. Les entitats, els moviments veïnals i els grups polítics i sindicals de la ciutat s'impliquen fortament en la lluita democràtica. La crisi econòmica dels anys 70 afecta nombroses empreses a la ciutat, que acaben tancant. Amb la recuperació de la democràcia el 1979, es planteja la necessitat d'un nou model de ciutat.

## 1980-2000

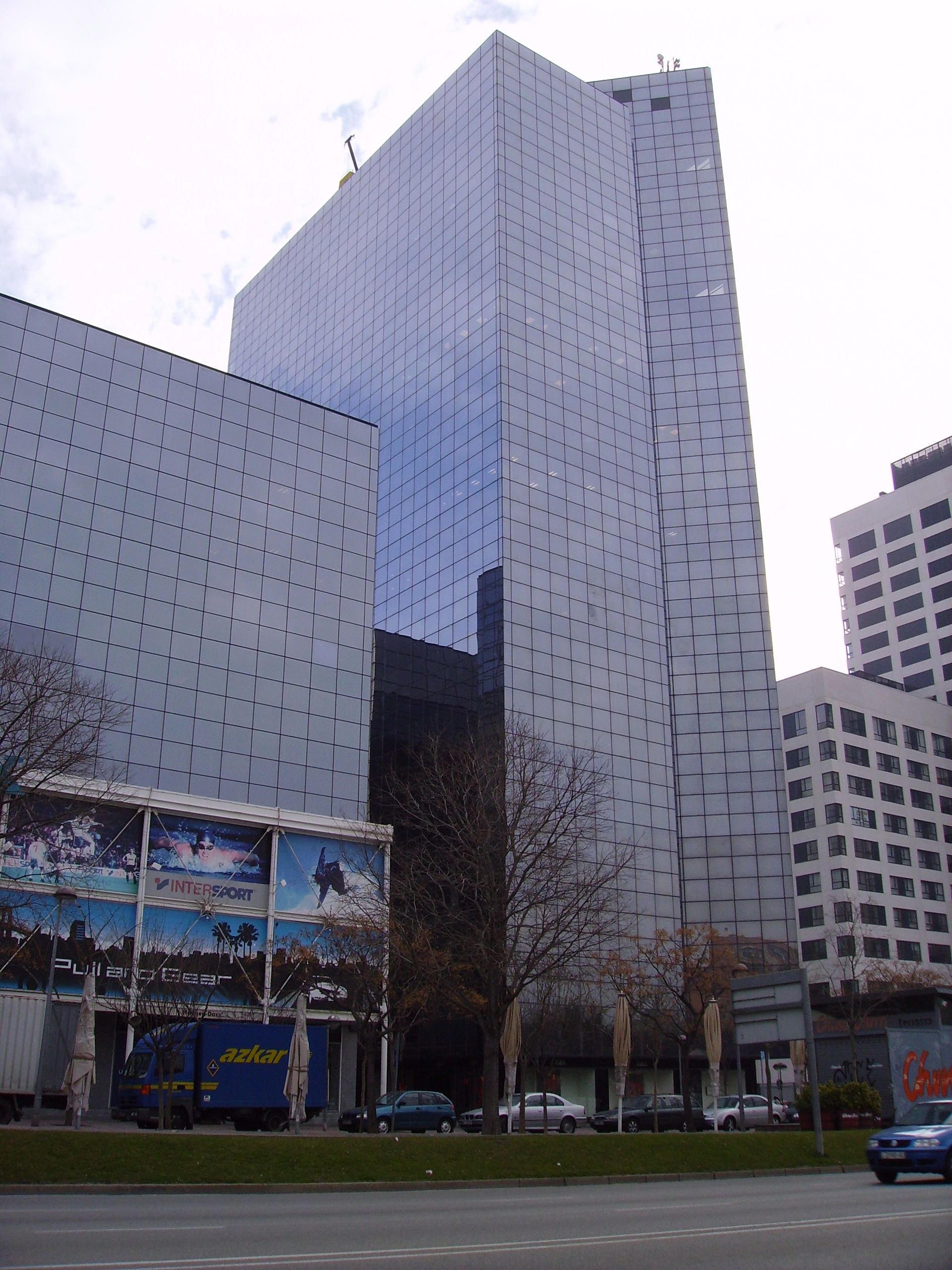
Eix Macià

El nou ajuntament democràtic té com a gran repte urbanitzar la ciutat i crear equipament públics. El creixement descontrolat dels últims anys havia generat barris que no comptaven amb les infraestructures urbanes necessàries (enllumenat, clavegueram, pavimentació de carrers, etc.).
El 1992 s'inauguren dos nous parcs públics: el de Catalunya i el del Taulí.
La terciarització de l'economia fa que les principals activitats del sector serveis augmentin el nombre de treballadors. Les tres principals activitats són el comerç a la menuda, institucions financeres i comerç a l'engròs. L'Eix Macià -via urbana que uneix la plaça de Catalunya amb la plaça d'Espanya- ha esdevingut un centre de serveis que agrupa l'oferta comercial i de negocis. El canvi urbanístic del centre històric de la ciutat ha propiciat la seva reactivació econòmica.
La ciutat incorpora un barri de nova creació -Can Llong- i comença a recuperar l'entorn del riu Ripoll amb la creació d'un parc fluvial.

## 2000 - fins ara
L'equip de govern parla d'una "Gran Via Digital" que "pretén afavorir la instal·lació d'empreses vinculades a les noves tecnologies". El Parc de Salut es vol que sigui un centre de formació i d'investigació. A més a més, s'ha construït ja un espai per acollir congressos, i es projecten també un teatre, una escola de música i un hotel.